# Thomas Wentworth, 1. Earl of Strafford (1672–1739)

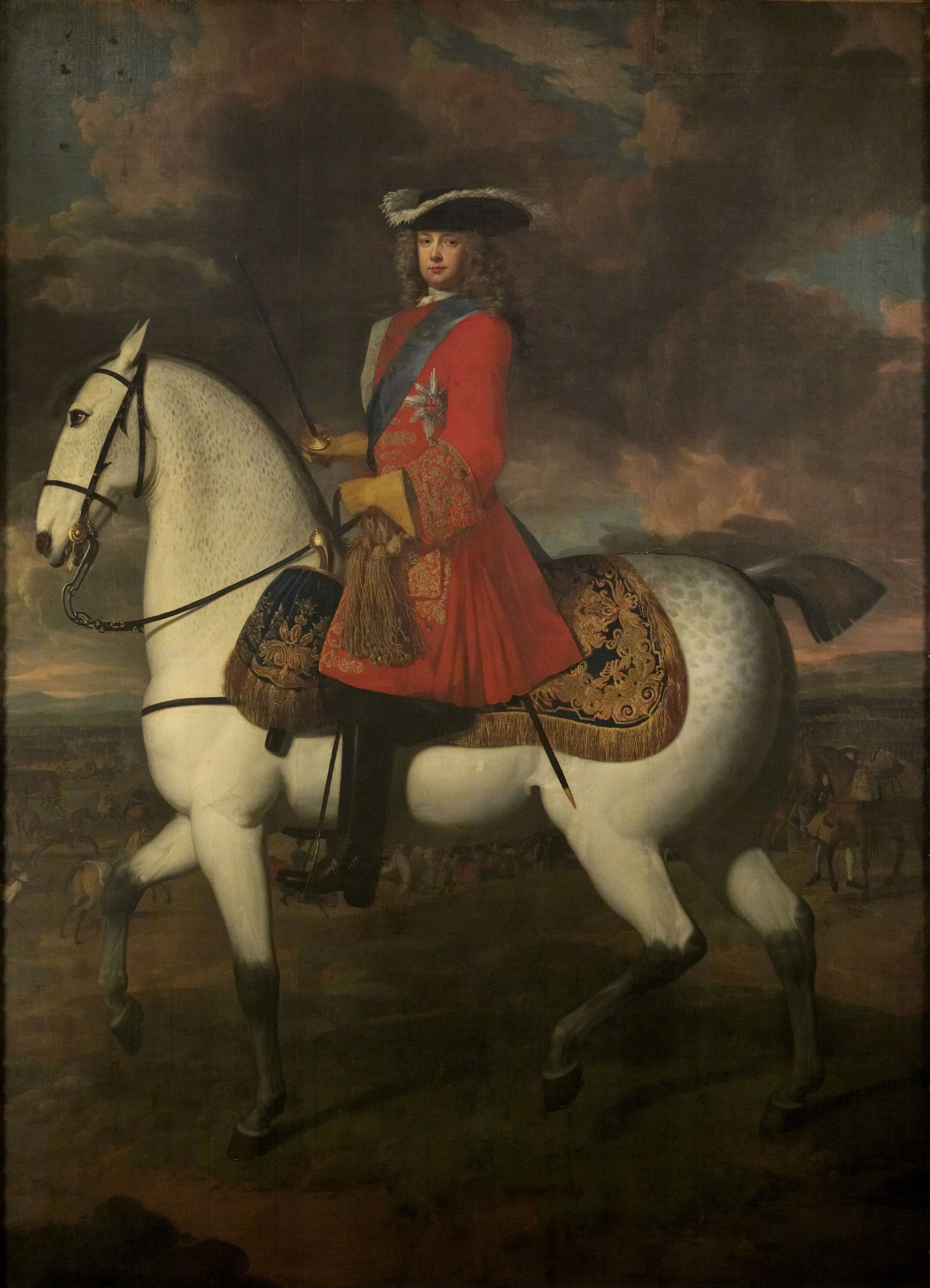
Thomas Wentworth, 1. Earl of Strafford (Gemälde 1711)

Thomas Wentworth, 1. Earl of Strafford (getauft 17. September 1672 in Wakefield; † 15. November 1739 in Wentworth Castle), zwischen 1695 und 1711 bekannt als Thomas Wentworth, 3. Baron Raby, war ein englisch-britischer Peer, Militär, Diplomat und Politiker.

## Leben
Er war der Sohn und Erbe des Sir William Wentworth, Gutsherr von Northgate Head in Yorkshire und Ashby in Lincolnshire. Sein Vater war zeitweise High Sheriff von Yorkshire. Seine Mutter war dessen Gattin Isabella Apsley, deren Vater Sir Allen Apsley ein bekannter royalistischer Kommandant gewesen war. Der hingerichtete Thomas Wentworth, 1. Earl of Strafford (1593–1641) war sein Großonkel.
Um 1687 war Thomas Wentworth Ehrenpage der Queen Consort Maria von Modena, Ehefrau von König Jakob II. 1688 trat er in die British Army ein und erwarb den Rang eines Cornets im Kavallerieregiment von Viscount Colchester. Unter Wilhelm III. kämpfte er 1689 in Schottland, später bis 1697 in Flandern und erhielt diplomatische Aufgaben. Während des Pfälzischen Erbfolgekrieges nahm er an den Schlachten bei Steenkerke und bei Neerwinden teil und wurde verwundet. 1693 wurde er zum Major befördert, 1697 zum Colonel des Royal Regiment of Dragoons.
Als sein Onkel zweiten Grades William Wentworth, 2. Earl of Strafford 1695 starb, erbte Thomas von ihm die Adelstitel 3. Baron Raby und 4. Baronet, of Wentworth Woodhouse in the County of York, nicht aber dessen Vermögen. Den kostspieligen Bau von Wentworth Castle ab 1711 durch den Hugenotten Jean de Bodt finanzierte er aus eigenen Einkünften, nur wenige Kilometer entfernt von Wentworth Woodhouse, das er nicht geerbt hatte. Lord Raby wurde 1700 Deputy Lieutenant von Lincolnshire. Im März 1701 nahm er als außerordentlichen Botschafter an der Königskrönung Friedrichs I. in Preußen teil. Unter Königin Anne stieg Lord Raby auch im Militärdienst weiter auf: 1703 wurde er in den Rang eines Brigadier-General, 1704 zum Major-General und 1707 zum Lieutenant-General befördert.
Von 1703 bis 1704 (envoyé extraordinaire) sowie 1705 bis 1711 (ambassadeur ab 1706) war er englischer Botschafter in Berlin, zur Mätresse des Königs, Catharina von Wartenberg, unterhielt er selbst eine Affäre. Von März 1711 bis 1714 war er englischer Botschafter in Den Haag. 1711 wurde er ins Privy Council aufgenommen und wurde am 29. Juni 1711 zum Earl of Strafford und Viscount Wentworth, of Wentworth-Woodhouse and of Stainborough in the County of York, erhoben. Ab 1712 war er First Lord of the Admiralty und wurde im Oktober 1712 als Knight Companion in den Hosenbandorden aufgenommen. Lord Strafford vertrat mit dem Bischof von Bristol John Robinson Großbritannien 1713 auf dem Kongress von Utrecht, bei dem er insbesondere persönlich dazu beitrug, dass Tournai bei den Vereinigten Niederlanden blieb sowie Obergeldern dem Königreich Preußen zugeordnet wurde. Aufgrund seiner Eigenmächtigkeiten auf jenem Kongress zog er sich den Zorn der Whigs zu, was 1714 beim Antritt von König Georg I. seine Entlassung aus allen öffentlichen Ämtern nach sich zog. Wegen seiner Rolle beim Kongress von Utrecht beschloss das House of Commons 1715 die Eröffnung eines Verfahrens gegen ihn wegen Hochverrats, das nach 1716 aber von beiden Kammern des Parlaments nicht mehr verfolgt wurde.
Strafford zog sich nach Wentworth Castle zurück. Er wechselte erneut zu den Jakobiten und gehörte zu den führenden Verschwörern im Atterbury Plot 1720–1722, um die Stuarts wieder auf den Thron zu bringen. Als designierter Kommandant der nördlichen Truppen ernannte ihn der exilierte Thronprätendent James Francis Edward Stuart am 5. Januar 1722 zum Duke of Strafford. Auch gehörte er zum Cornbury Plot 1731–1735 mit dem gleichen Ziel. Dennoch unternahm die britische Regierung nichts gegen ihn und er sprach gelegentlich noch im House of Lords. 1739 starb er nach langer Kränklichkeit in Wentworth Castle.

## Ehe und Nachkommen
Am 6. September 1711 heiratete er Anne Johnson (um 1684–1754), Erbtochter des Sir Henry Johnson, Gutsherr von Bradenham in Buckinghamshire und Teddington in Bedfordshire. Die Mitgift betrug 60.000 Pfund. Mit ihr hatte er drei Töchter sowie einen Sohn und Erben:
- Lady Anne Wentworth († 1797), ⚭ 1733 Rt. Hon. William James Conolly († 1754), anglo-irischer Politiker;
- Lady Lucy Wentworth, ⚭ 1747 Field Marshal Sir George Howard (1718–1796), Gutsherr von Bookham in Surrey;
- Lady Henrietta Wentworth (1720–1786), ⚭ 1743 Henry Vernon (1718–1765), Gutsherr von Hilton Park in Staffordshire;
- William Wentworth, 2. Earl of Strafford (1722–1791).